# Lycocerus infuscatus
Lycocerus infuscatus là một loài bọ cánh cứng trong họ Cantharidae. Loài này được Yajima & Nakane miêu tả khoa học năm 1969.